# جويل أريكسون
جويل أريكسون (بالسويدية: Joel Eriksson)‏ هو متزلج سريع سويدي، ولد في 16 سبتمبر 1984 في غوتنبرغ في السويد.

## وصلات خارجية
- جويل أريكسون على موقع SpeedSkatingBase.eu (الإنجليزية)
- جويل أريكسون على موقع SpeedSkatingNews.info (الإنجليزية)
- جويل أريكسون على موقع SpeedSkatingStats.com (الإنجليزية)
- جويل أريكسون على موقع أوليمبيديا (الإنجليزية)
- جويل أريكسون على موقع اللجنة الأولمبية السويدية (السويدية)